# Dworek Pod Jeleniem w Krakowie
Dworek Pod Jeleniem – zabytkowy budynek znajdujący się w Krakowie, w dzielnicy XIII przy Rynku Podgórskim 12, na rogu z ul. K. Brodzińskiego 2, w Podgórzu.
Wzniesiony w końcu XVIII wieku. Był to dworek-zajazd przy granicy krakowsko-austriackiej. Tę funkcję spełniały również sąsiednie budynki. W okresie międzywojennym w miejsce łamanego dachu z facjatą nadbudowano drugie piętro.
W narożu kamienicy na wysokości pierwszego piętra znajdują się dwie płaskorzeźby przedstawiające jelenia złączone wspólną głową z porożem.

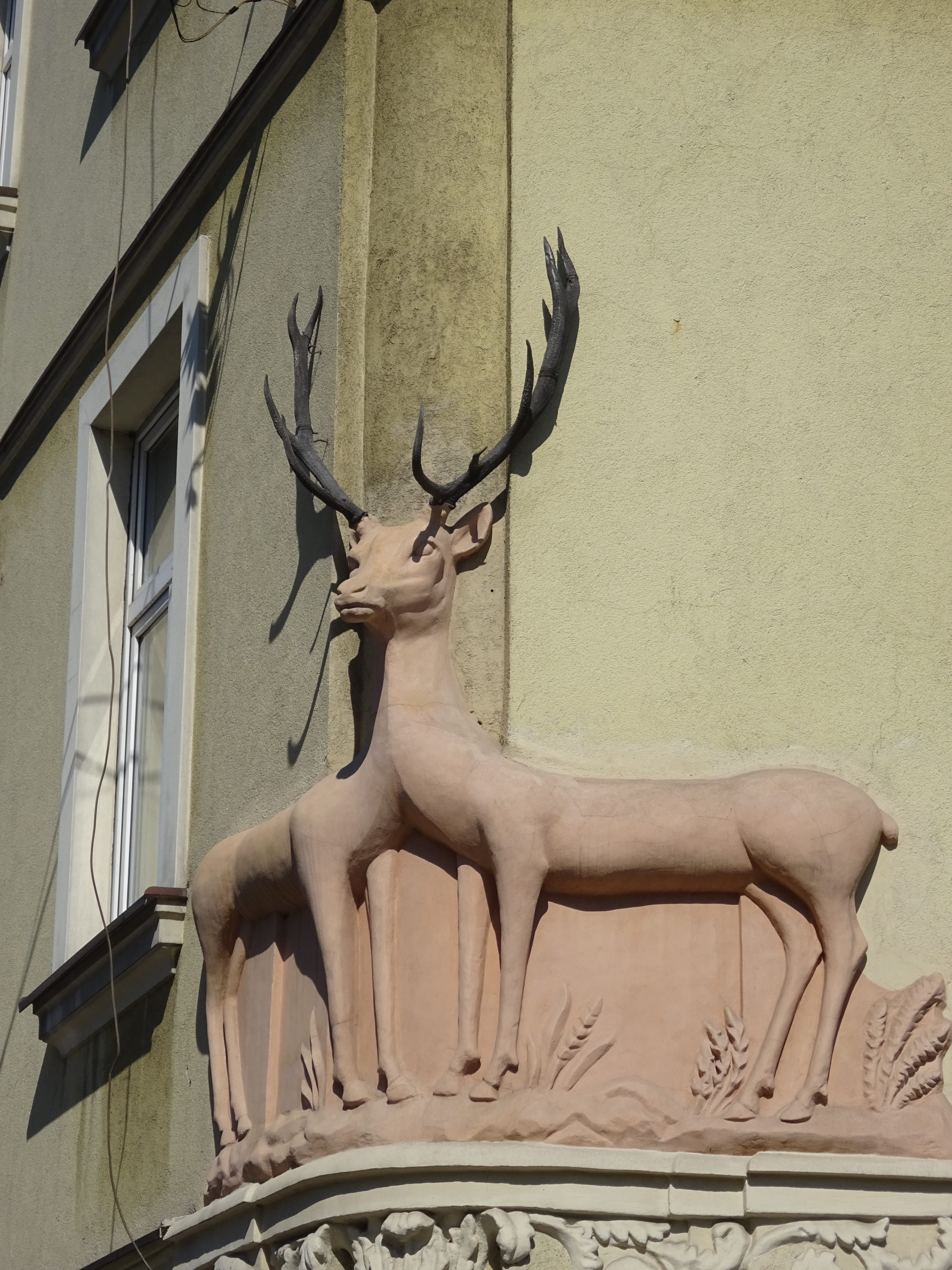
Płaskorzeźba dwustronnego jelenia w narożu kamienicy